# Luke James (cantor)
Luke James Boyd mais conhecido pelo nome artístico Luke James, é um cantor, compositor e ator estadunidense. Foi nomeado duas vezes ao Grammy. Começou sua carreira musical como backing vocal do cantor de R&B contemporâneo Tyrese e mais tarde escreveu músicas para artistas como Chris Brown, Britney Spears, Keri Hilson, e Justin Bieber. Sob o agenciamento do produtor Danja, James lançou seu primeiro mixtape, #Luke, em 2011. O aclamado single "I Want You" do mixtape, lhe rendeu uma nomeação a um Grammy Awards de Melhor Performance de R&B. Assim como o primeiro projeto, lançou seu segundo mixtape, Whispers in the Dark, de forma gratuita para download em 2012. Seu álbum de estreia, intitulado "Luke James" foi lançado em 23 de Setembro de 2014.

## Vida e carreira
Nascido em Nova Orleães, Louisiana, e criado apenas por sua mãe, James foi influenciado por diversos estilos musicais, particularmente  jazz e R&B. James diz que seu amor pela música começou quando ele estava assistindo uma performance de um cover da canção "A Song for You" no programa "Showtime at the Apollo". Ele diz "Tenho arrepios. E sinto aquele sentimento todas as vezes que penso sobre aquela performance. Na época, não disse que queria ser cantor; eu so queria entrar para o entretenimento. E eu nunca tinha ouvido Donny. Mas quando minha mãe achou um de seus discos dele, eu soube então que queria atingir as pessoas daquela forma".
Quando criança, James foi inspirado por diversos artistas e músicos como Marvin Gaye, Willie Nelson, "Harold Melvin and the Blue Notes", Alabama, entre outros. Ele credita sua mãe por ter introduzido-o a todos os tipos de música. James estudou na escola "St. Augustine High School", mesma que o cantor e compositor Frank Ocean frequentou. Durante o ensino medio, particiou de um trio musical chamado "Upskale" com os amigos Quinten Spears (conhecido como Q) e Tah, por certo periodo, depois foi apresentado ao empresário, diretor musical e coreógrafo, Frank Gatson. Depois de concluir o ensino médio, o trio se desfez e James voltou para Los Angeles, California. Q e James formaram, mais tarde, um duo chamado "Luke and Q", quando James se apresentava com o nome "Luke The Singer". Logo depois de ter formado o grupo, o duo foi convidado a fazer a abertura de um show do cantor Tyrese Gibson durante um de seus concertos. Mais tarde, depois do fracasso do duo, ambos, James e Q, decidiram seguir carreiras solos.

### 2007–presente: Como compositor e evolução
Após o fim do duo, James retomou suas habilidades como compositor, e logo conecto-se com o produtor musical Danja, e começou a escrever músicas para diversos artistas do meio pop, R&B e soul. Também trabalhou ao lado do cantor Tank. Começou a co-escrever, para as artistas como Chris Brown (colaborou na canção Craw para o álbum "Graffiti", o terceiro da carreira de Chris Brown). Além de ter trabalhado como compositor para o cantor Chris Brown, também escreveu (ou co-escreveu) músicas para artistas como Justin Bieber (contribui como compositor na canção "That Should Be Me"), Britney Spears (contribui como compositor na canção "Kill the Lights") e também co-escreveu a canção "Do It" da cantora Keri Hilson.
Em 2005, apareceu no videoclipe "Soldier" do grupo Destiny's Child, junto dos membros do trio musical "Upskale". Em 2011, foi pessoalmente selecionado por Beyoncé para participar do videoclipe de "Run the World (Girls)". Em Dezembro de 2011, lançou seu EP de estreia, intitulado "#Luke", e foi disponibilizado de forma gratuita na Internet. Seu primeiro single, "I Want You", obteve críticas positivas,  por sua produção e pelos vocais de James. Mais tarde, a canção lhe rendeu uma indicação ao Soul Train Music Awards na categoria de "Best New Artist" em 2012.
Lançou em Dezembro de 2012, também de forma gratuita, o mixtape "Whispers in the Dark", James começou a ganhar buzz para a promoção de seu auto intitulado álbum "Luke James", que tinha previsões para ser lançado, sob o selo da gravadora Dej Jam Records, no começo de 2014. Em 8 de Janeiro de 2013, o primeiro single do album, intitulado "Make Love to Me", foi lançado no iTunes, um mês depois do videoclipe, que foi dirigido por seu empresário Frank Gatson. Na 56th edição Anual do Grammy Awards, James foi indicado na categoria de "Best R&B Performance" pela canção "I Want You" (mas perdeu para a canção "Climax" de Usher). Em 7 de Fevereiro de 2013, a música "I.O.U." foi lançado como segundo single de seu aguardado álbum de estreia.
Em 2013, foi escolhido por Beyoncé para fazer a abertura de sua turnê "Mrs. Carter Show World Tour". Em Agosto de 2013 lançou o videoclipe para a canção "Oh God" com parceira do rapper Hit-Boy; o videoclipe foi dirigido por Sarah McColgan. Em 4 de Dezembro de 2013, lançou outro clipe, para a canção "Strawberry Vapors", que também foi dirigido por Sarah McColgan, a música foi outra lançada do mixtape "Whispers in the Dark". Em 5 de Dezembro de 2014, James recebeu sua segunda indicação ao Grammy Awards e foi indicado na categoria "Best R&B Song" pela canção "Options (Wolfjames Version)".

## Discografia
Álbuns de estúdio
- Luke James (2014)[20]

Mixtapes
- #Luke (2011)
- Whispers in the Dark (2012)

## Turnês
- BET Music Matters Tour (com a cantora Estelle), (2012)
- The Mrs. Carter Show World Tour (artista de abertura), (2013–14)